# Vikingstads församling
Vikingstads församling är en församling i Linköpings stift inom Svenska kyrkan. Församlingen utgör ett eget pastorat, Vikingstads pastorat och ligger i Linköpings kommun i Östergötlands län. Församlingen utökades 2006.

## Administrativ historik
Församlingen har medeltida ursprung.
Församlingen var till 1786 moderförsamling i pastoratet Vikingstad och Rakered, för att 1786 införliva Rakered och sedan till 1900 benämnas Vikingstad med Rakereds församling. Församlingen utgjorde från 1786 till 1 maj 1931 ett eget pastorat. Från 1 maj 1931 till 2006 var församlingen moderförsamling i pastoratet Vikingstad, Rappestad och Sjögestad som 1962 utökades med Björkebergs och Västerlösa församlingar. 2006 införlivades i församlingen pastoratets församlingar och den sammanslagna församlingen bildade då ett eget pastorat.

## Kyrkoherdar
Lista över kyrkoherdar i Vikingstads församling.
| Ämbetstid | Namn                            | Levnadstid | Kommentarer                    |
| --------- | ------------------------------- | ---------- | ------------------------------ |
| 1317      | Silvester                       |            |                                |
| 1348      | Andreas                         |            |                                |
| 1351      | Olawus                          |            |                                |
| 1520      | Andreas                         |            | Curatus.                       |
| 1524-1526 | Petrus                          | -1526      |                                |
| 1527-1538 | Marqvardus Petri                |            |                                |
| 1551-1552 | Jöns                            |            |                                |
| 1555-1558 | Peder                           |            |                                |
| 1574-1598 | Georgius Jacobi                 | 1540-      |                                |
| -1627     | Petrus Olai                     |            |                                |
| 1627-1667 | Canutus Kylander                | 1590-1667  | Kyrkoherde och kontraktsprost. |
| 1668-1677 | Ericus Rymonius                 | 1628-1677  | Kyrkoherde och kontraktsprost. |
| 1678-1684 | Nicolaus Follingius             | 1645-1684  |                                |
| 1684-1728 | Gabriel Kling                   | 1651-1728  | Kyrkoherde och kontraktsprost. |
| 1728-1764 | Daniel Kling                    | 1690-1764  |                                |
| 1764-1767 | Pehr Lars Sundberg              | 1725-1767  |                                |
| 1769-1782 | Benjamin Hulthin                | 1720-1782  |                                |
| 1783-1793 | Olof Wong                       | 1732-1793  | Kyrkoherde och kontraktsprost. |
| 1794-1820 | Anders Collberg                 | 1751-1820  |                                |
| 1821-1847 | Jacob Abrahamsson               | 1784-1847  | Kyrkoherde och kontraktsprost. |
| 1849-1866 | Lars Alger Planander            | 1783-1866  |                                |
| 1867-1882 | Claes Törnqvist                 | 1795-1882  |                                |
| 1885–1910 | Alfred Häger                    | 1829-1910  | Kyrkoherde och kontraktsprost. |
| 1911-1928 | Carl Henning Frithiof Dahlberg  | 1859-1928  |                                |
| 1929-1930 | Johan Persson Erre              |            |                                |
| 1930-1950 | Torsten Ernfrid William Dittmer | 1892-1965  | [ 6 ]                          |
| 1966–1978 | Karl-Einar Sperens              | 1914–      | Kyrkoherde och kontraktsprost. |
| 1979–1984 | Bengt Gullbergh                 | 1937–      | [ 8 ]                          |

### Komministrar
| Ämbetstid | Namn                 | Levnadstid | Kommentarer                                |
| --------- | -------------------- | ---------- | ------------------------------------------ |
| 1786-1793 | Johan Arelius        | 1725-1793  |                                            |
| 1793-1797 | Erik Johan Carlsson  | 1760-1797  |                                            |
| 1798-1804 | Birger Frieberg      | 1756-1804  |                                            |
| 1804-1810 | Johan Bergstedt      | 1764-1810  |                                            |
| 1810-1824 | Erik Ullvin          | 1768–1846  | Senare kyrkoherde i Drothems församling.   |
| 1824-1849 | Lars Alger Planander | 1783–1866  | Senare kyrkoherde i församlingen.          |
| 1850-1862 | Per Olof Moberger    | 1799–1873  | Senare kyrkoherde i Västerlösa församling. |
| 1862-1871 | Carl Vilhelm Boström | 1814–1878  | Senare kyrkoherde i Kristbergs församling. |

## Klockare och organister[9]
| Ämbetstid | Namn                      | Levnadstid | Kommentarer                    |
| --------- | ------------------------- | ---------- | ------------------------------ |
| 1638-1651 | Olaus Thesdorf (Theodori) |            | Klockare                       |
| 1715-1716 | Nils                      |            | Klockare                       |
| 1743-1779 | Anders Andersson          | 1715-1779  | Klockare                       |
| 1780-1822 | Carl Törnqvist            | 1755-1822  | Klockare och organist          |
| 1822-1883 | Nils Svensson Thollander  | 1804-1883  | Klockare och organist          |
| 1883-1886 | Hans Peter Viklander      | 1827-1892  | Klockare, organist och lärare. |
| 1887-1924 | Johan Reinhold Rydberg    | 1864-      | Klockare, organist och lärare. |
| 1924-1946 | Einar Holm                | 1888-1948  | Klockare, organist och lärare. |
| 1946-1951 | Gösta Laurentz            | 1912-2006  | Klockare, organist och lärare. |

## Kyrkor
- Sjögestads kyrka
- Västerlösa kyrka
- Björkebergs kyrka
- Rappestads kyrka
- Vikingstads kyrka